# Eucnemis
Eucnemis är ett släkte av skalbaggar som beskrevs av Ahrens 1812. Eucnemis ingår i familjen halvknäppare.
Släktet innehåller bara arten Eucnemis capucina.